# Mammillaria baumii
Mammillaria baumii (укр. Мамілярія Баума) — сукулентна рослина з роду мамілярія родини кактусових.

## Етимологія

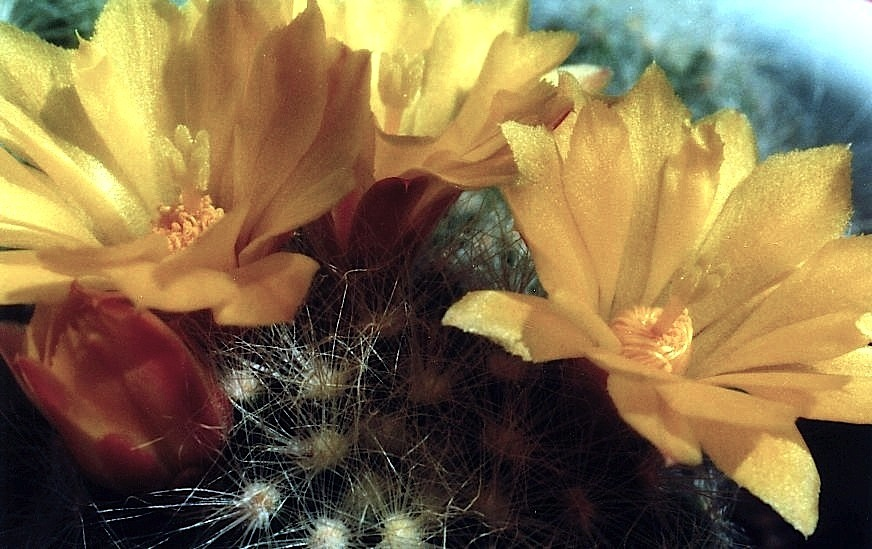
Квітуча Mammillaria baumii

Видова назва носить ім'я інспектора Ботанічного Саду в Ростоку та мандрівника Уго Баума (нім. Hugo Baum).

## Поширення

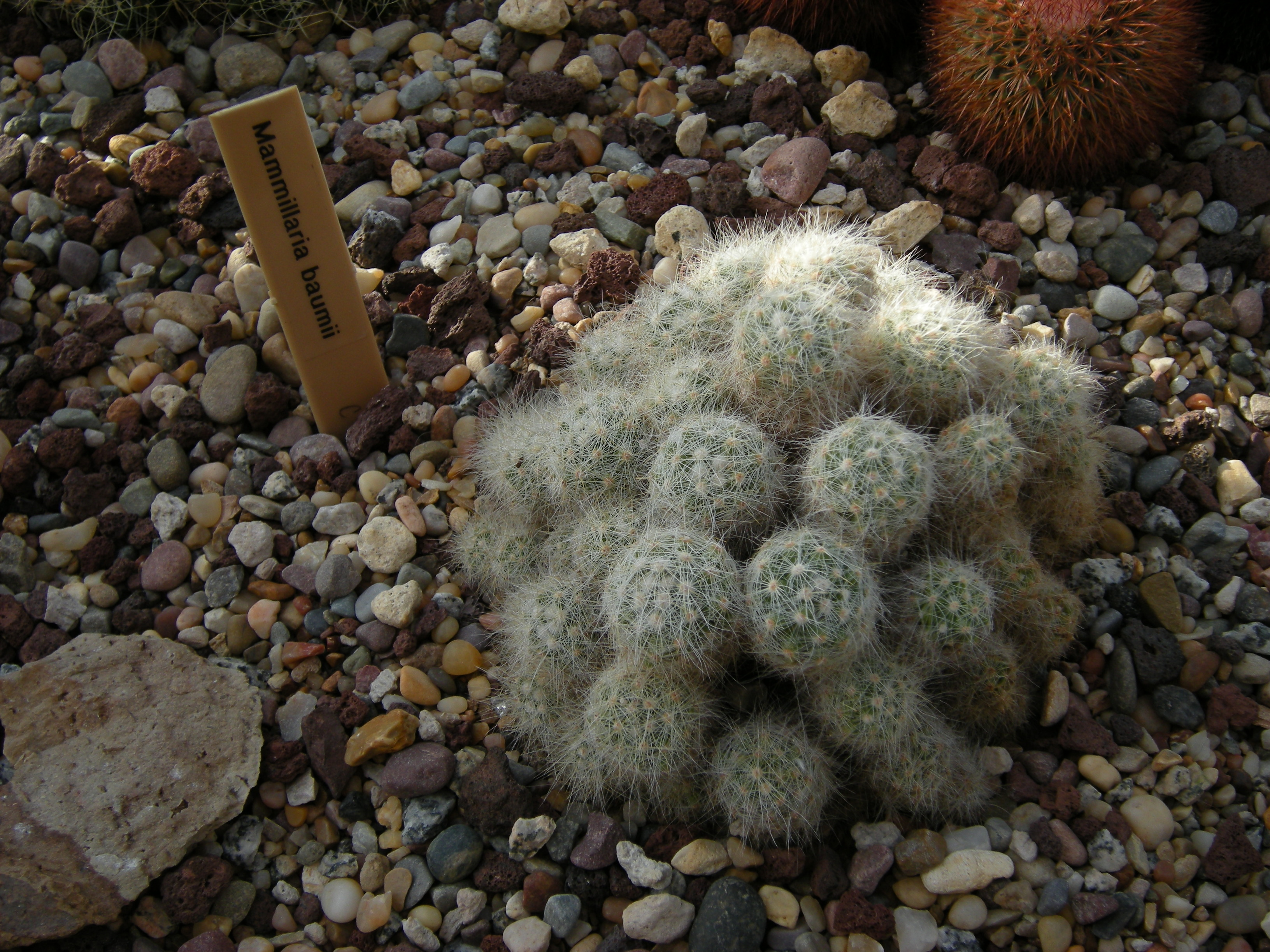
Mammillaria baumii росте купкою

Mammillaria baumii є ендемічною рослиною Мексики. Ареал розташований у штаті Тамауліпас — на висоті від 700 до 1 800 метрів над рівнем моря). Розповсюджена близько Сан-Вісенте, зазвичай під чагарниками, так само в затінених тріщинах скель на щільно вкритих лісом пагорбах.

## Морфологічний опис
Рослини досить швидко формують щільні групи із стеблами практично закритими колючками, приблизно 13-15 см завширшки (за даними К. Марсдена «Книга кактусів» їх довжина і ширина однакова — до 8 см), кущаться вже на другому році життя, так що рослина має форму купи.
| Орган              | Опис |
| Стебло             | від кулястого до яйцеподібного, 5-7 см заввишки і в діаметрі. |
| Епідерміс          | строкато-світло-зелений, темніє під впливом прямого сонця. |
| Маміли             | злегка подовжені, м'які, циліндричні до коротко-конічних, без молочного соку, 7-8 мм завдовжки і 4-5 мм в діаметрі. |
| Ареоли             | круглі, спочатку з білою шерстю, потім голі. |
| Аксили             | спочатку з пухом, пізніше голі. |
| Центральні колючки | 5 або 6, або до 11, трохи міцніші ніж радіальні, тонкі, голчасті, прямі, біло-жовті, завдовжки — 10-18 мм (за даними К. Марсдена „Книга кактусів“ — тонкі, але жорсткі, тьмяно-жовті, до 1,5 см завдовжки). |
| Радіальні колючки  | 30-35 або до 50, дуже тонкі, волосоподібні, гнучкі, чергуються, білі, завдовжки до 15 мм, переплітаючись закривають рослину практично повністю. |
| Квіти              | великі, широко розкриваються, воронкоподібні, яскраво-жовті, з приємним ароматом, 25-30 мм завдовжки і в діаметрі (за даними К. Марсдена „Книга кактусів“ — 2-2,5 см завдовжки і 1 см в діаметрі), з зеленими рильцями. Внутрішні пелюстки вузькі, блискучі і жовті. Зовнішні пелюстки ланцетоподібні, жовті або зеленуваті з жовтою центральною лінією. Добре цвіте у квітні-травні, але іноді цвіте в серпні. |
| Тичинки            | жовтуваті. |
| Маточка            | і рильця зеленуваті, рильце з 5 частками. |
| Плоди              | досить великі, розвиваючись деформують колючки, до 11 мм завдовжки і 15 мм завширшки, від довгастої до яйцеподібної зі зменшенням до основи форми, сіро-зелені (за даними К. Марсдена „Книга кактусів“ — плід — овальна червона ягода). |
| Насіння            | коричневе, вкриті рубчиками. |

## Охоронні заходи
Mammillaria baumii входить до Червоного Списку Міжнародного Союзу Охорони Природи видів, з найменшим ризиком (LC). Ареал невеликий — менше 3000 км², але популяції стабільні і не надто фрагментовані, серйозні загрози для цього виду невідомі. 42 % ареалу розташовані у двох природоохоронних територіях. Вид занесений у Мексиці до національного переліку видів, що перебувають під загрозою зникнення, де він включений до категорії „підлягають особливій охороні“.
Охороняється Конвенцією про міжнародну торгівлю видами дикої фауни і флори, що перебувають під загрозою зникнення (CITES).